# Centropyge nahackyi
Centropyge nahackyi är en fiskart som beskrevs av Kosaki, 1989. Centropyge nahackyi ingår i släktet Centropyge och familjen Pomacanthidae. IUCN kategoriserar arten globalt som nära hotad. Inga underarter finns listade i Catalogue of Life.